# 耶爾鎮區 (愛荷華州韋伯斯特縣)
耶爾鎮區（英語：Yell Township）是位於美國愛荷華州韋伯斯特縣的一個行政鎮區。

## 地方資料
根據2010年美國人口普查的數據，耶爾鎮區的面積為46.94平方千米，當中陸地面積為45.90平方千米，而水域面積為1.04平方千米。當地共有人口83人，而人口密度為每平方千米1.77人。